# Gerolamo Rovetta
Gerolamo Rovetta, född den 30 november 1851 i Brescia, död den 8 maj 1910 i Milano, var en italiensk skald.
Rovetta  var en mycket alsterrik författare, högt uppskattad som skildrare ur det samtida italienska livet. Av hans romaner, som dels är psykologiska undersökningar, dels naturalistiska miljöbeskrivningar, kan nämnas Mater dolorosa (1882), La signorina (1900) och La moglie di sua eccellenza (1904), av hans dramatiska verk La realtà (1895; en satir över de kommunistiska drömmarna), I disonesti (1902), Il romanticismo (1902; Rovettas största framgång, ett patriotiskt skådespel om händelserna 1848), Il re burlone (1905; mycket omstridd; skildrande kung Ferdinand II) och Principio di secolo. I svensk översättning utkom 1913 Lulu.